# Attentato allo stadio di Groznyj
L'attentato allo stadio di Groznyj è stato un attentato terroristico avvenuto allo stadio Dynamo di Groznyj il 9 maggio 2004 alle 10:35 ora locale. A seguito dell'esplosione di una bomba posta alla base della tribuna d'onore, morirono 7 persone, tra cui il presidente ceceno Achmat Kadyrov e il presidente del Consiglio di Stato ceceno Chusejn Isaev, e ne rimasero ferite circa 80.
L'attentato venne rivendicato dai comandanti dell'esercito della Repubblica cecena di Ichkeria Šamil' Basaev e Sulejman Elmurzaev.

## Contesto
In seguito alla dichiarazione d'indipendenza della Repubblica Cecena, Kadyrov si schierò con l'ala separatista, guidata dall'allora presidente Džochar Dudaev, combattendo nella prima guerra cecena, dando il suo contributo all'ottenimento dell'indipendenza de facto della Repubblica cecena di Ichkeria.
Quando nel 1999 l'esercito della Federazione russa invase la Cecenia, per riottenere i territori perduti nel 1996,  Kadyrov decise di abbandonare il fronte indipendentista ceceno ed offrì la propria collaborazione alle forze russe. Secondo lui i troppi seguaci della dottrina wahabita e troppi mujahedin stranieri tra le milizie separatiste, avevano trasformato la guerra in nome del nazionalismo ceceno in una guerra religiosa.
In conseguenza di ciò, fu immediatamente estromesso dalla carica di gran mufti dal nuovo presidente Aslan Maschadov, anche se Kadyrov non accettò mai tale decisione. Rassegnò invece le proprie dimissioni alcuni mesi dopo, per intraprendere una carriera politica laica.
Quando, nel luglio 2000, la Russia riacquistò il controllo della regione, Kadyrov fu nominato capo della nuova amministrazione provvisoria dal leader russo Vladimir Putin. Il 14 maggio 2003 Kadyrov scampò ad un attentato da parte di una kamikaze ordito dal leader indipendentista ceceno Šamil' Basaev. Nonostante ciò, il successivo 5 ottobre fu eletto, presidente della neonata Repubblica Autonoma di Cecenia con l'83% circa delle preferenze. Sin dall'inizio improntò la sua politica su posizioni filo-russe, e promosse un'amnistia per i membri delle forze separatiste cecene, cui offrì di entrare nella polizia della repubblica o nella sua milizia personale, i cui membri furono spregiativamente soprannominati kadyrovcy (kadyroviti).

## Attentato
Il 9 maggio 2004 allo stadio Dynamo di Groznyj si stava festeggiando il Giorno della Vittoria. Dalle 10 del mattino alcuni soldati e miliziani delle truppe interne del ministero degli affari interni stavano sfilando all'interno dello stadio in formazione da parata.
Nella tribuna d'onore dello stadio si trovavano il presidente ceceno Achmat Kadyrov,  il presidente del Consiglio di Stato ceceno Chusejn Isaev, il comandante del gruppo congiunto delle forze nel Caucaso settentrionale, il colonnello generale Valerij Baranov, comandante delle forze del Caucaso del Nord, e altri rappresentanti della leadership cecena. L'arrivo del presidente ceceno allo stadio fu una completa sorpresa per i suoi sottoposti, tutti inizialmente pensavano che Kadyrov, dato che due giorni prima aveva presenziato al secondo insediamento di Vladimir Putin come presidente, sarebbe rimasto a Mosca ancora per diversi giorni. Sebbene i piani fossero quelli, Kadyrov decise di partecipare personalmente alla celebrazione del Giorno della Vittoria nella capitale cecena e quindi l'8 maggio volò a Groznyj.
Dopo la fine della parata, alle 10:30, nello stadio iniziò un concerto. L'artista popolare della Cecenia Tamara Dadaševa cominciò ad esibirsi sul palco. Il colonnello generale Baranov suggerì che il presidente ceceno lasciasse stadio durante il concerto, poiché quel giorno avrebbe dovuto visitare anche la 46ª brigata delle truppe interne. Tuttavia, Kadyrov decise di rimanere più a lungo allo stadio Dynamo per poter ascoltare alcune delle canzoni di Dadaševa che gli piacevano.
Alle 10:35 una forte esplosione colpì la sezione VIP della tribuna ospiti. L'epicentro si trovava direttamente sotto il sedile di Achmat Kadyrov, per questo motivo uno dei frammenti della bomba gli attraversò la testa. Pochi secondi dopo l'esplosione dell'ordigno, le forze di sicurezza presidenziali cecene aprirono il fuoco con le loro mitragliette in modo indiscriminato e gli spettatori allo stadio, in preda al panico, si precipitarono verso l'uscita. Achmat Kadyrov rimase gravemente ferito durante la deflagrazione della bomba e venne estratto da una fessura presente nel pavimento del podio e portato in ospedale, ma perì durante il percorso.
In totale, a seguito dell'esplosione della bomba allo stadio di Groznyj, morirono 7 persone, tra cui il presidente Kadyrov, il presidente del Consiglio di Stato della Cecenia Isaev e il fotoreporter di Reuters Adlan Chasanov. Tra le vittime dell'attacco ci fu anche una bambina di 8 anni, morta per un trauma cranico subito durante l'esplosione del podio. Rimasero ferite circa 80 persone, compreso il colonnello generale Baranov, che perse una gamba siccome era seduto accanto al presidente Kadyrov. Per ordine di Sergej Abramov, prima primo ministro e poi divenuto presidente della Repubblica cecena ad interim dopo la morte di Kadyrov, tutte le famiglie delle vittime allo stadio vennero pagate 300 000 rubli ciascuna, e i feriti, da 15 a 50mila rubli, a seconda della gravità delle ferite riportate. A differenza dei precedenti attacchi terroristici in Cecenia, la maggior parte dei pagamenti proveniva direttamente dal bilancio repubblicano.
L'attacco terroristico a Groznyj venne quasi immediatamente notificato al presidente russo Vladimir Putin, che in quel momento stava presenziando alla parata del Giorno della Vittoria svolta in Piazza Rossa. Dopo la sfilata Putin incontrò al Cremlino Ramzan Kadyrov, figlio di Achmat Kadyrov. Tramite decreto presidenziale Achmat Kadyrov venne insignito del titolo di Eroe della Russia mentre il defunto presidente del Consiglio di Stato ceceno, Chusejn Isaev, venne insignito dell'Ordine del coraggio. Arrivato a Groznyj pochi giorni dopo l'atto terroristico, il presidente Putin consegnò personalmente queste onorificenze ai parenti di Kadyrov e Isaev, e andò a visitare in ospedale il colonnello generale Valerij Baranov, rimasto gravemente ferito durante l'attentato.
Il 10 maggio 2004, il presidente Achmat Kadyrov venne sepolto nel villaggio di Centoroj, nel distretto di Kurčaloevskij in Cecenia, mentre Chusejn Isaev venne sepolto nel villaggio di Itum-Kali. Al funerale del defunto presidente parteciparono diverse migliaia di persone, tra cui ministri del governo ceceno, nonché leader dei territori limitrofi e delle repubbliche del Caucaso settentrionale. Il lutto per le persone uccise nell'attentato, durante il quale vennero cancellati eventi di intrattenimento in tutta la Cecenia e la televisione nazionale trasmesse solo la lettura del Corano, continuò fino al 14 maggio 2004.

## Indagini
Dopo l'esplosione allo stadio Dynamo, la Procura cecena aprì un procedimento penale ai sensi degli articoli 105 ("Omicidio"), 205 ("Terrorismo") e 277 ("Attentato alla vita di uno statista") del codice penale del Federazione Russa. Il procuratore generale russo Vladimir Ustinov inviò a Groznyj il suo vice, Sergej Fridinskij, che iniziò a condurre le indagini sull'atto terroristico.

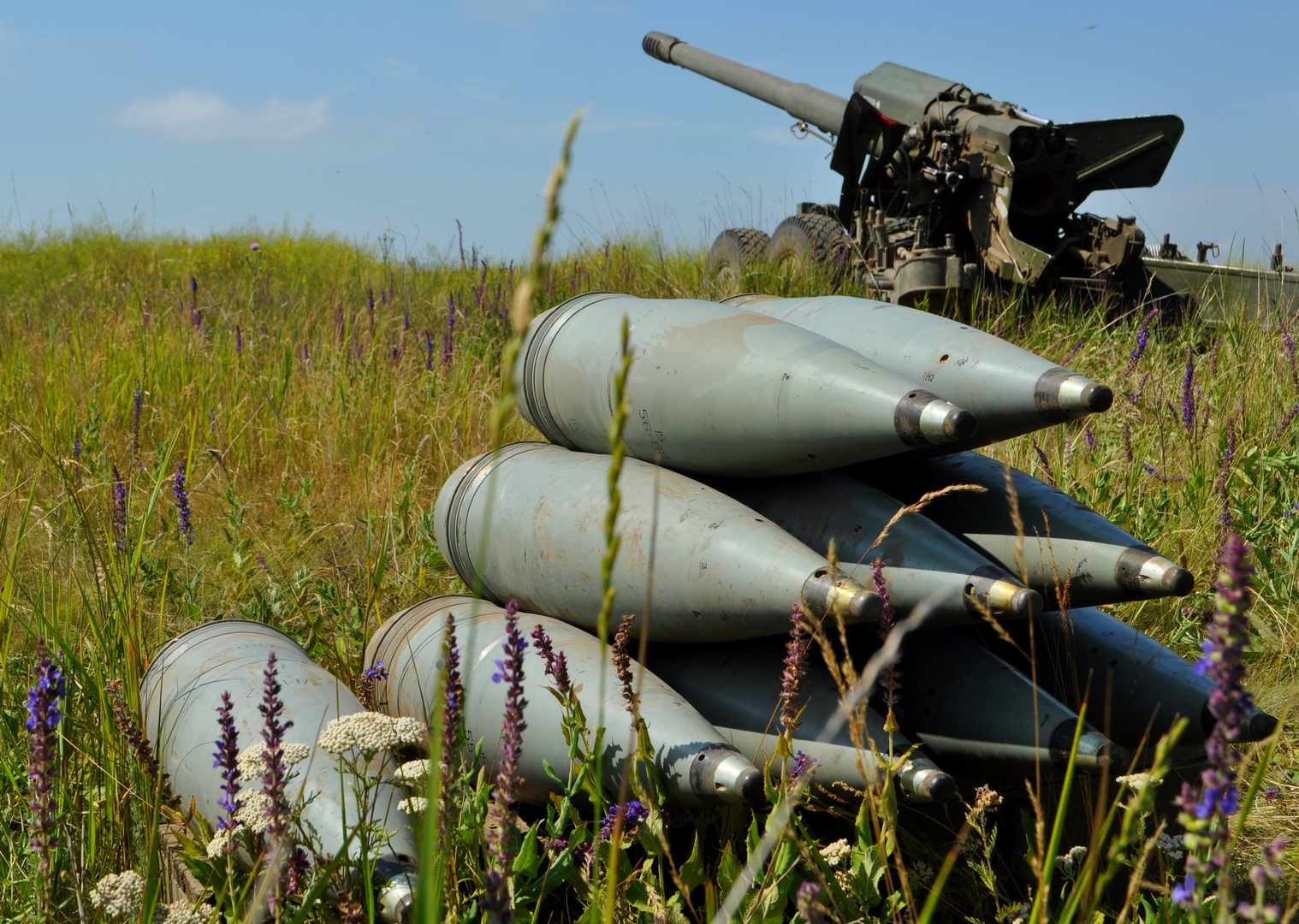
Proiettili di un 2A36 Giatsint-B, simili a quelli utilizzati nell'attentato

La squadra investigativa che lavorava allo stadio Dynamo giunse alla conclusione che i terroristi utilizzarono due proiettili a frammentazione ad alto potenziale esplosivo di calibro 152mm, utilizzati da obici o pezzi di artiglieria del tipo "Giatsint", per insidiare le tribune degli ospiti d'onore. I proiettili erano riempiti con 4 chilogrammi di esplosivo al plastico e dotati di detonatori militari. Gli organizzatori dell'attacco posizionarono gli ordigni esplosivi nel soffitto di cemento della tribuna degli ospiti, posizionandoli sotto il luogo in cui di solito sedeva Kadyrov, e li collegarono con cavi lunghi 30-40 metri ai detonatori. Tuttavia, la mattina del 9 maggio 2004, solo uno dei proiettili piazzati dai terroristi esplose, il secondo proiettile venne danneggiato dall'esplosione del primo ma non funzionò. I partecipanti ai preparativi per l'attacco portarono allo stadio anche una bottiglia da un litro e mezzo piena di plastico, sulla quale venne installato un timer. La bomba venne disinnescata appena dieci minuti prima del tempo di detonazione. Il 13 maggio 2004 i genieri trovarono allo stadio Dynamo un altro IED basato su cartucce di TNT con elementi sorprendenti: bulloni, dadi e guarnizioni metalliche.
Il vice procuratore generale della Federazione Russa Sergej Fridinskij criticò aspramente il lavoro delle guardie del corpo di Achmat Kadyrov, affermando che quest'ultimo non adottò tutte le misure di sicurezza adeguate prima del Giorno della Vittoria. Fridinskij non escluse che l'attentato al presidente della Cecenia abbia avuto successo a causa del tradimento di uno dei componenti della sua guardia personale. Artur Achmadov, capo di stato maggiore del servizio di sicurezza di Kadyrov, negò le accuse di tradimento da parte del vice procuratore generale e sottolineò che la guardia presidenziale non aveva esperti nel trovare e disarmare bombe, e quindi non era responsabile dell'intelligence ingegneristica allo stadio. Solo poche guardie del corpo accompagnarono Kadyrov alla celebrazione del Giorno della Vittoria, poiché la maggior parte del suo servizio di sicurezza quel giorno era in montagna, a inseguire la banda di Achmed Avdorchanov, capo della guardia personale di Maschadov. A sua volta, il comandante militare del distretto Leninskij di Groznyj Andrej Derevjanko, i cui artificieri e cani da bonifica aree esaminarono lo stadio Dynamo l'8 e il 9 maggio 2004, affermò che la scarsa attrezzatura della sua unità impedì il rilevamento di proiettili nei soffitti della tribuna VIP.
Secondo i pubblici ministeri i proiettili destinati a far saltare la sezione VIP dello stadio potevano essere stati collocati durante i lavori di riparazione effettuati allo stadio Dynamo. Durante le parate della vittoria del 2002-2003, lo stadio di Groznyj divenne un obiettivo dei terroristi. Dopo l'esplosione di una mina terrestre incastrata nel recinto dello stadio il 9 maggio 2003, le autorità decisero di ricostruire l'intero impianto sportivo. Nell'estate del 2003 vennero sostituite le panchine degli spettatori ei pali in cemento armato, nonché la muratura sotto la tribuna per gli ospiti d'onore. La riparazione dello stadio, a cui parteciparono più di cinquanta persone, venne effettuata dal servizio abitativo e comunale del distretto Leninskij di Groznyj. Allo stesso tempo, nessuna guardia venne posta sul cantiere e nessuno ispezionò i camion in arrivo con materiali da costruzione. Quando le riparazioni erano in corso, nell'aprile-maggio 2004, non c'era praticamente alcuna supervisione sulle azioni dei lavoratori: il primo posto di polizia apparse allo stadio Dynamo solo il 7 maggio 2004, sebbene poche settimane prima l'ufficio del sindaco di Groznyj avesse incaricato le forze dell'ordine per fornire sicurezza all'impianto sportivo. Secondo il servizio di sicurezza del presidente della Cecenia, il filo che conduce all'ordigno esplosivo venne posato sotto il podio durante le riparazioni primaverili, poiché l'intonaco con cui era camuffato venne applicato circa una settimana prima dell'attacco.
L'ufficio del procuratore iniziò a studiare gli elenchi degli operai che lavorarono durante la ristrutturazione dello stadio per verificare se qualcuno di loro avesse legami con i combattenti ceceni. Uno dei primi sospetti fu il muratore Lom-Ali Chupalaev, residente nel villaggio di Alkhazurovo nel distretto di Urus-Martan in Cecenia.  Due dei suoi fratelli combatterono contro le truppe federali durante la prima e la seconda guerra cecena: il più giovane, Said-Emin, era un membro della banda di Ruslan Gelaev ed è morto nel 1996, mentre il fratello maggiore, Said-Magomed, prestò servizio sotto Šamil' Basaev e dopo il suo arresto venne condannato nel 2003 a 16 anni di reclusione con l'accusa di terrorismo, detenzione abusiva di armi e partecipazione a formazioni armate illegali. Dal 14 aprile all'8 maggio 2004, Lom-Ali Chupalaev partecipò alla costruzione della sala da boxe dello stadio Dynamo, versando le fondamenta e posando i mattoni, e riparò anche gli spazi per gli uffici posizionati sotto le tribune dello stadio. La notte del 12 maggio 2004, il muratore venne preso in custodia mentre si trovava nella sua stessa casa e venne portato nella capitale cecena per interrogarlo, ma un mese dopo, secondo il Ministero degli affari interni ceceno, la squadra investigativa arrivò alla conclusione che Chupalaev non aveva nulla a che fare con l'attentato allo stadio Dynamo.
Inoltre, nella seconda metà di maggio 2004, i media nazionali, facendo riferimento al colonnello Il'ja Šabalkin, rappresentante del Quartier generale operativo regionale per la gestione dell'operazioni di antiterrorismo nel Caucaso settentrionale, riferirono dell'eliminazione di due comandanti separatisti che operavano a Groznyj, Said-Emin Elichanov e Taus Udaev, che, secondo Šabalkin, erano dietro l'attacco terroristico allo stadio Groznyj. Gli agenti di polizia ceceni non confermarono il coinvolgimento di questi militanti nell'attacco terroristico del 9 maggio 2004, osservando che il colonnello Šabalkin non fornì alcuna prova concreta per questa versione, e lo stesso Ministero degli affari interni ceceno stava considerando Udaev ed Elichanov come sospetti in questo procedimento penale.
Oltre a Lom-Ali Chupalaev, la stampa parlò della detenzione di altri sospettati coinvolti nell'assassinio del presidente ceceno Kadyrov, nonché delle loro confessioni durante gli interrogatori. Nonostante ciò, l'ufficio del pubblico ministero per un anno non fu in grado di contattare i suoi autori e organizzatori, sebbene gli investigatori presumessero che i leader separatisti Aslan Maschadov e Šamil' Basaev fossero i mandanti dell'attentato. L'assistente personale di Basaev, Rizvan Isaev, così come il comandante sul campo Junadi Turčaev, che comandava le forze militanti a Groznyj, furono i principali sospettati di aver organizzato l'assassinio. Secondo il sostituto procuratore generale Nikolaj Šepel', a partire dal maggio 2005, nessuna delle persone detenute durante le indagini venne accusata di aver pianificato l'attentato.
A metà aprile 2005, il primo vice primo ministro ceceno Ramzan Kadyrov criticò l'indagine condotta dall'accusa sull'attacco allo stadio Dynamo, sottolineando l'estrema lentezza dell'indagine e la mancanza di progressi nell'identificazione degli autori. Affermò che, secondo la tradizione della "vendetta di sangue", iniziò a condurre le proprie indagini sull'omicidio di suo padre, durante le quali i suoi combattenti furono in grado di identificare ed eliminare diversi membri delle formazioni armate illegali che piazzarono gli ordigni esplosivi sotto la tribuna degli ospiti dello stadio, così come un terrorista che fece saltare in aria la tribuna il 9 maggio 2004. Secondo Kadyrov, vennero coinvolti nella preparazione dell'attentato cinque militanti separatisti. Il vice primo ministro della Cecenia promise di rendere pubblici i loro nomi al grande pubblico, ma non lo fece e non condivise nemmeno queste informazioni con l'ufficio del pubblico ministero. Nello stesso maggio 2005, il presidente del Consiglio di Stato della Cecenia, Taus Džabrailov, annunciò la creazione di una commissione parlamentare d'inchiesta sull'attentato al presidente Kadyrov.

### Responsabilità dell'attentato
Il 17 maggio 2004, il sito web Kavkaz Center, gestito dai separatisti ceceni, pubblicò una lettera di Šamil' Basaev in cui rivendicava la responsabilità dell'esplosione allo stadio Dynamo. Secondo la dichiarazione di Basaev, Achmat Kadyrov e Chusejn Isaev vennero uccisi a causa del verdetto del tribunale della Shari'a e lo stesso attacco terroristico, che faceva parte dell'operazione Retribution, aveva il nome in codice Nal-17. La lettera parlava anche di un'altra operazione speciale pianificata dai militanti, denominata Moska-2, e informò di un possibile attentato al presidente russo Vladimir Putin. In una dichiarazione pubblicata sullo stesso sito web nel giugno 2006, Basaev confermò nuovamente di aver ordinato l'omicidio del presidente Achmat Kadyrov, specificando di aver pagato cinquanta mila dollari agli autori di questo attacco terroristico.
Un altro comandante sul campo che si definì organizzatore dell'omicidio di Achmat Kadyrov fu Sulejman Elmurzaev, soprannominato "Chajrulla", che nel 2004 comandava un gruppo separatista a Vedeno. Una dichiarazione corrispondente apparve su uno dei siti web dei militanti nell'estate del 2004. Secondo il ministro degli affari interni della Cecenia Ruslan Alchanov, il 9 maggio 2004, Elmurzaev e i suoi subordinati parteciparono alla parata allo stadio Dynamo, siccome riuscì ad entrare con documenti falsi, e guidò personalmente l'esplosione della tribuna degli ospiti d'onore.

### Sospensione e tentata riapertura del procedimento penale
Šamil' Basaev e Sulejman Elmurzaev, che confessarono di aver organizzato l'attacco terroristico allo stadio Dynamo di Groznyj, vennero uccisi a seguito di operazioni speciali condotte tra il 2006 e il 2007 dai servizi speciali federali e ceceni. Basaev morì quando l'FSB fece saltare in aria un camion nel villaggio di Ekaževo, Inguscezia, il 10 luglio 2006. Mentre Elmurzaev venne ucciso il 4 aprile 2007 nel villaggio di Agišbatoj, distretto di Vedensky in Cecenia, il giorno prima dell'insediamento del nuovo presidente ceceno, Ramzan Kadyrov. Kadyrov supervisionò personalmente la preparazione dell'operazione per assassinarlo. Dopo la morte di entrambi i terroristi, nello stesso 2007, la Procura sospese le indagini sull'attentato allo stadio Dynamo. Nel gennaio 2008, parlando alla stazione radiofonica Ėcho Moskvy, Ramzan Kadyrov dichiarò che tutti gli organizzatori e gli autori dell'omicidio di suo padre erano stati eliminati.
Nell'aprile 2009, durante una conferenza stampa tenutasi a Groznyj, il presidente Kadyrov accusò l'ex comandante del battaglione Vostok, Sulim Jamadaev, che in seguito all'attentato si trovava in uno degli ospedali di Dubai, di aver organizzato l'omicidio di suo padre. Ramzan Kadyrov non fornì alcuna prova del coinvolgimento di Jamadaev nell'attacco terroristico del 9 maggio 2004, si limitò solo a dire che era sicuro della sua colpevolezza "al 70%". Il 16 aprile 2009 il Dipartimento investigativo principale del circondario federale meridionale pubblicò la decisione di riaprire il procedimento penale sull'attentato terroristico allo stadio Dynamo, ma lo annullò tre ore dopo, definendolo “prematuro” e “irragionevole” per l'impossibilità di interrogare i principali imputati del caso. Le accuse di Ramzan Kadyrov contro Sulim Jamadaev destarono sconcerto tra i pubblici ministeri che stavano indagando sull'attentato del maggio 2004: secondo gli inquirenti, Jamadaev non sarebbe mai stato sospettato nell'organizzazione di questo attacco terroristico, poiché era uno dei più stretti collaboratori del defunto Achmat Kadyrov e non ricevette alcun beneficio dalla sua morte.

## Memoria

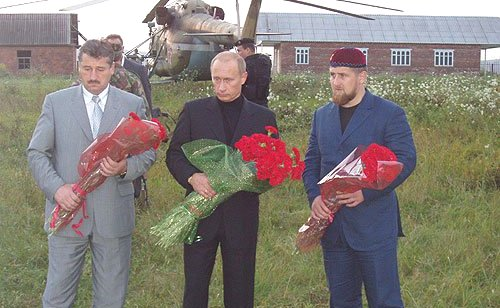
Il presidente ceceno Alchanov, il presidente russo Putin e il figlio di Kadyrov, Ramzan, rendono omaggio alla tomba di Achmat Kadyrov, 22 agosto 2004

In Cecenia, nell'anniversario dell'esplosione allo stadio Dynamo, insieme ai festeggiamenti dedicati al Giorno della Vittoria durante la Grande Guerra Patriottica, si svolsero delle cerimonie funebri in memoria delle vittime dell'attacco terroristico del 9 maggio 2004. Nelle moschee della repubblica si svolsero numerose preghiere commemorative e fiori e ghirlande vennero deposti sui monumenti dedicati a Achmat Kadyrov e sulla sua tomba nel villaggio di Centoroj. Gli eventi di lutto vennero accompagnati da sacrifici di animali e dalla distribuzione delle loro carni ai bisognosi e ai poveri.
Allo stadio Dynamo, per conto di Ramzan Kadyrov, nella prima metà del 2007 venne effettuata una ricostruzione su larga scala, che si concluse il Giorno della Vittoria. Lo stadio ristrutturato, ribattezzato in onore del defunto vicepresidente del parlamento ceceno Sultan Belimchanov, venne inaugurato l'8 maggio 2007.